# Atractoscion nobilis
Atractoscion nobilis  (лат.) — вид лучепёрых рыб из семейства горбылёвых (Sciaenidae). Распространены в восточной части Тихого океана. Самый крупный представитель рода, достигает в длину 166 см и массы 41 кг.

## Описание
Тело вытянутое, веретенообразной формы, несколько сжато с боков, покрыто мелкой ктеноидной чешуёй. Вокруг глаз чешуя грубая, циклоидная. Рот конечный, нижняя челюсть выступает вперёд перед верхней. Окончание верхней челюсти заходит за орбиту глаз. Зубы расположены в несколько рядов. Подбородочного усика нет. На первой жаберной дуге 13—18 жаберных тычинок.
В спинном плавнике 10—11 жёстких и 19—23 мягких лучей. Колючая и мягкие части спинного плавника разделены глубокой выемкой. В анальном плавнике два колючих луча, первый из которых примерно в два раза длиннее второго, и 8—9 мягких лучей. Хвостовой плавник усечённый или с небольшой выемкой.
Тело от синего до медного цвета с тёмными пятнами, брюхо серебристое. У основания грудных плавников тёмное пятно. У молоди на спине от трёх до шести тёмных полос и тёмно-жёлтые плавники. 
Максимальная длина тела 166 см,обычно до 100 см, а масса до 41 кг.

## Биология
Морские, батипелагические рыбы. Обитают на глубине  до 112 м. Максимальная продолжительность жизни 20 лет.
Взрослые особи питаются различными рыбами и беспозвоночными. В состав рациона входят Engraulis mordax, перуанская сардина (Sardinops sagax), Chromis punctipinnis, атеринообразные, скумбриевые, а также кальмары (Doryteuthis opalescens) и крабы (Pleuroncodes planipes).
Самки впервые созревают в возрасте четырёх лет при длине тела 61 см, а самцы в возрасте трёх лет при длине тела 51 см. У берегов Мексики нерестятся с апреля по август с пиком в конце весны — начале лета. Нерест порционный, за сезон самки вымётывают икру 4—5 раз, по 0,76—1,5 млн икринок за каждый цикл. У Atractoscion nobilis самая крупная икра в роде Atractoscion, диаметром 13 мм, пелагическая.

## Ареал
Распространены в восточной части Тихого океана от юга Калифорнии и Нижней Калифорнии (встречаются также в южной части Калифорнийского залива) до Джуно (Аляска). Столь далеко на север заходят только в периоды повышения температуры поверхностных вод океана при осцилляции Эль-Ниньо.

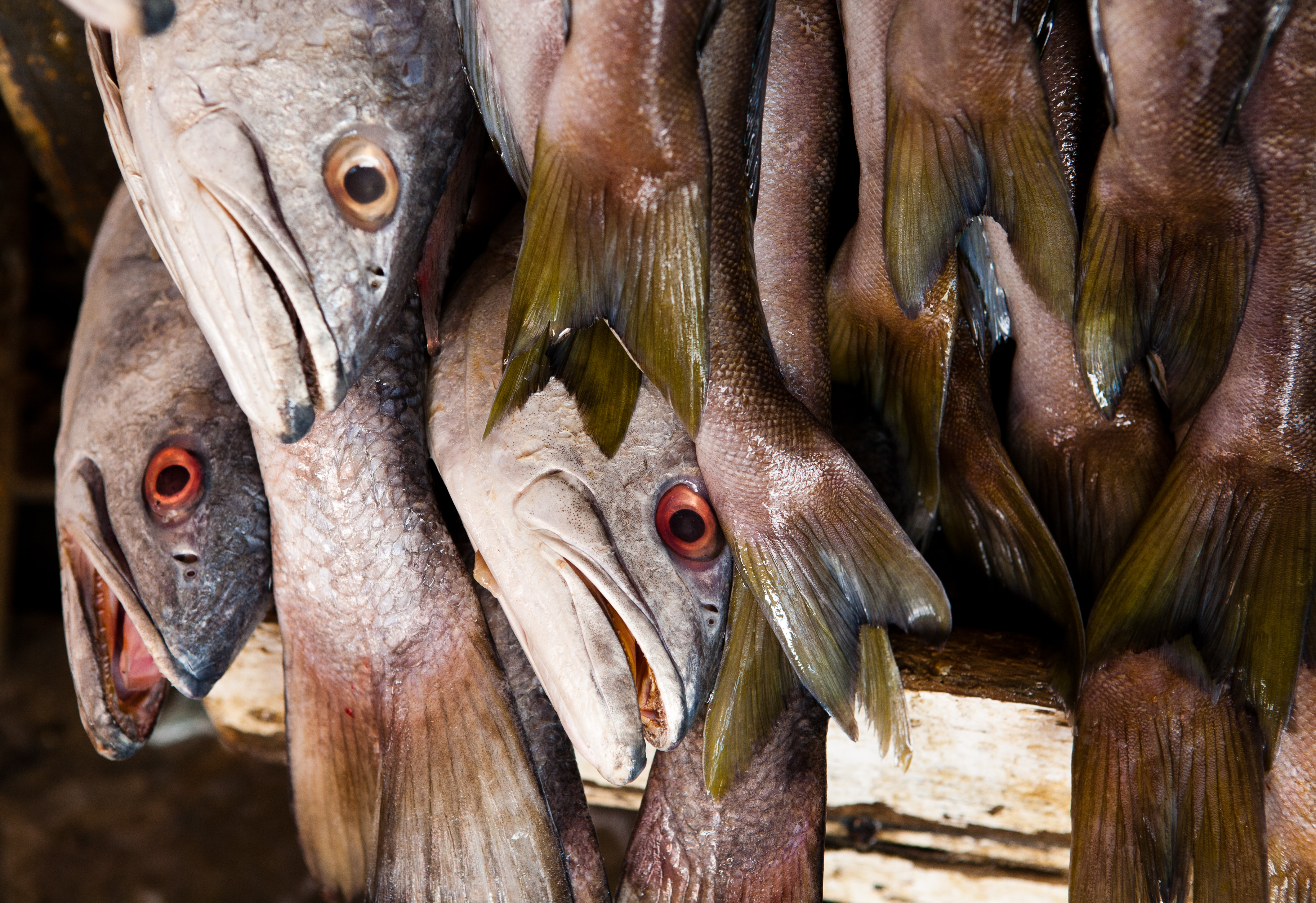
Atractoscion nobilis на рынке в городе Энсенада (Нижняя Калифорния)

## Промысловое значение
Промысел Atractoscion nobilis начался в 1890-х годах. Уловы значительно варьировались в разные периоды, достигнув максимума 1588 тонн в 1959 году. С начала 1980-х наблюдалось существенное снижение уловов и в 1997 году выловили всего 26 тонн. С 1983 года началась программа по искусственному воспроизводству, в рамках которой в океан выпускалось значительное количество подрощенной молоди. Однако численность популяций так и не восстановилась. В 2012 году выловили всего 171 тонну. Промысловая мера позволяет вылавливать особей длиной не менее 71 см. В период с 15 марта по 15 июня промысел закрывается. Ловят дрифтерными и донными сетями, а также ярусами. Реализуется в свежем и замороженном виде, целиком или в виде филе. Популярный объект спортивной рыбалки.